# Clos de Vougeot

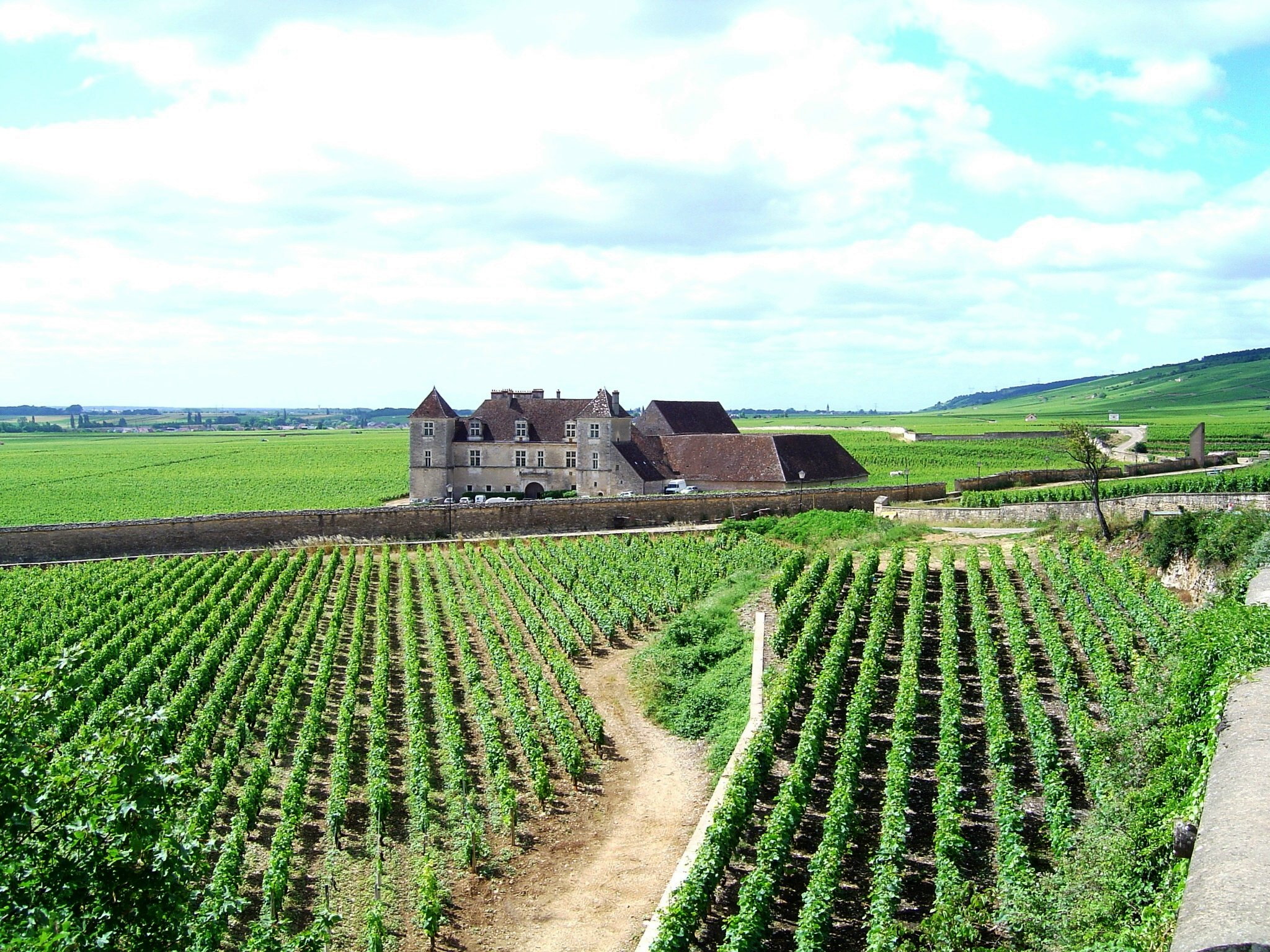
Clos de Vougeot mit Schloss

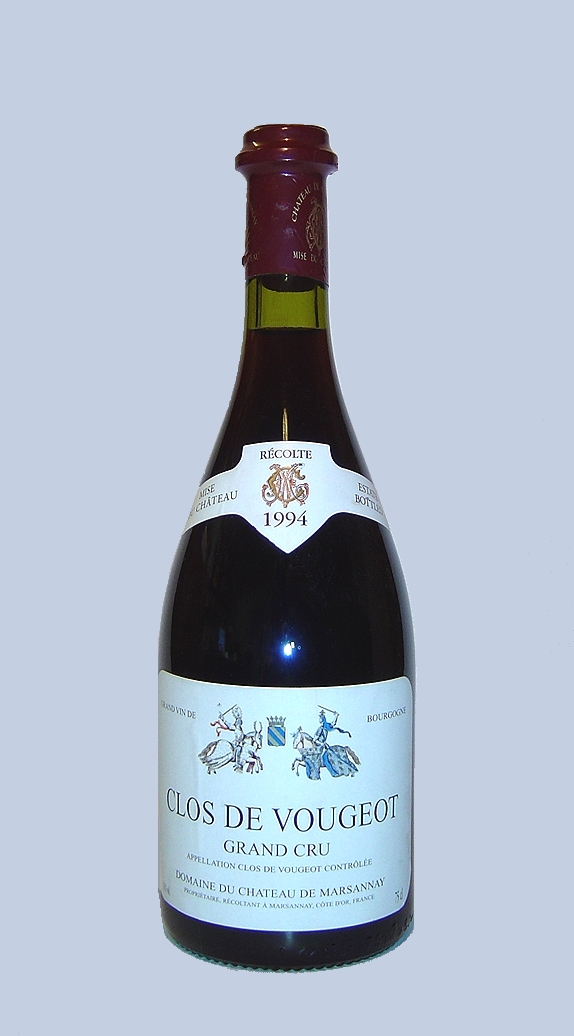
Clos-Vougeot, Jahrgang 1994

Clos de Vougeot ist der Name eines Weinberges an der Côte d’Or nördlich von Beaune im Burgund/Frankreich. Der dort erzeugte Rotwein ist als Grand Cru eingestuft und besitzt daher eine eigene Appellation. Im Gegensatz zum Weinberg sind für den Wein die Schreibweisen Clos-Vougeot oder Clos Vougeot gebräuchlich.

## Einordnung
Mit einer Fläche von 50,97 Hektar ist der Clos de Vougeot die größte Grand-Cru-Lage der Côte de Nuits, während die Weinlage Corton in der weiter südlich gelegenen Côte de Beaune die größte Grand-Cru-Lage des Burgunds ist. Benannt wurde der Ort Vougeot sowie der Weinberg nach dem kleinen Bach Vouge, der Vougeot von Chambolle-Musigny trennt.
Der Name bedeutet „abgeschlossener / ummauerter Garten (→ Clos) des Schlosses / der Abtei Vougeot“. Der Weinberg ist zwar eine der berühmten Grand-Cru-Lagen, jedoch nachgerade ein Beispiel für die Schwierigkeit der burgundischen Lagen-Klassifikation.
In der Regel ist eine Grand-Cru-Lage immer mit dem Potenzial ausgestattet, höchstkarätigen Wein liefern zu können; es hängt dann an der Arbeitsweise des jeweiligen Weingutes, das eine Parzelle einer Grand-Cru-Lage besitzt, ob daraus tatsächlich feinster Wein entsteht. Gerade weil aus einer exzellenten Lage ein lediglich sehr guter Wein entstehen kann, ist es wichtig, die Reputation des jeweiligen Weingutes präzise einschätzen zu können.
Im Film Babettes Fest wird ein Clos-Vougeot des Jahrgangs 1846 serviert. In der zugrundeliegenden Novelle Babettes Gastmahl von Karen Blixen ist indes vom Jahrgang 1845 die Rede.

## Geschichte
Historisch ist der Clos de Vougeot besonders interessant, weil das heutige Schloss Clos de Vougeot früher eine Grangie der Abtei Cîteaux war, von wo aus der Zisterzienserorden seinen Ursprung nahm. Der Weinberg in seiner heutigen Form entstand zwischen dem 12. und 14. Jahrhundert. Erste belegte Landschenkungen erfolgten zwischen den Jahren 1109 und 1115. Im Jahr 1336 schließlich wurde der gesamte Weinberg umfriedet. Die Mönche sollen in ihrem Weingarten die ersten wissenschaftlichen Experimente angestellt haben, welche Rebsorten sich auf welchen Böden optimal zum Anbau eignen, und wie man die Reben im Weingarten behandeln, schneiden, düngen usw. müsse. Das heutige Schloss wurde unter den Impulsen von Dom Loisier im Jahr 1551 errichtet. Bis zur französischen Revolution im Jahr 1789 blieb der Weinberg im Besitz des Klosters. Das Renommée des Clos de Vougeot belegt unter anderem ein Verzeichnis des Weinkellers Ludwigs des XVI. Der Clos de Vougeot firmierte dort neben Chambertin, Richebourg, La Tâche und Romanée-Saint-Vivant.
Im Frankreich der Revolution wurden die Besitztümer der Kirche zu Nationalgütern erklärt und versteigert. Der Clos de Vougeot wurde als Ganzes versteigert. Während annähernd 100 Jahren blieb die Lage als Einheit bestehen, wechselte aber häufig den Besitzer. Im Jahr 1818 erwarb Julien-Jules Ouvrard Clos de Vougeot. Ein Jahr später erwarb er auch die bekannte Weinlage Romanée-Conti. Nach seinem Tod wurde Clos de Vougeot auf seine drei Erben aufgeteilt, aber weiterhin als Ganzes bewirtschaftet. Im Jahr 1882 wurde der Weinberg schließlich von der Reblaus zerstört und später neu bepflanzt. 1889 übernahmen sechs burgundische Weinhändler den Besitz. Allein der Weinhändler Leonce Bocquet erwarb neben dem Schloss ca. 15 Hektar Rebfläche.
Im Jahr 1920 kaufte der Politiker und Winzer Etienne Camuzet das Schloss, dessen Räumlichkeiten er der Confrérie des Chevaliers du Tastevin zur Verfügung stellte. Am 29. November 1944 verkaufte Camuzet das Gebäude an die neu gegründete Gesellschaft Société civile des Amis du Château du Clos de Vougeot, die der Confrérie ein 99-jähriges Nutzungsrecht gewährte.

## Lage, Klima und Boden
Das Klima wird dem burgundischen Übergangsklima zugeordnet, bei dem kontinentale Einflüsse gegenüber maritimen überwiegen. Die zumeist trockenen und heißen Sommer lassen den Pinot noir zwar ausreifen, große Jahrgänge entstehen aber nur, wenn kein Regen im Herbst die Lese beeinträchtigt. Bedingt durch die Ostlage ist das Mikroklima verhältnismäßig kühl, aber besonders sonnig.
Für die nördlich gelegene Stadt Dijon (316 m), galten zwischen 1961 und 1990 folgende Daten:
| Monat                                                               | Jan  | Feb  | Mär  | Apr  | Mai  | Jun  | Jul  | Aug  | Sep  | Okt  | Nov  | Dez  | Jahr  |
| ------------------------------------------------------------------- | ---- | ---- | ---- | ---- | ---- | ---- | ---- | ---- | ---- | ---- | ---- | ---- | ----- |
| Mittlere minimale Temperaturen °C                                   | −1   | 0,1  | 2,2  | 5    | 8,7  | 12   | 14,1 | 13,7 | 10,9 | 7,2  | 2,5  | −0,2 | 6,3   |
| Mittlere Temperaturen °C                                            | 1,6  | 3,6  | 6,5  | 9,8  | 13,7 | 17,2 | 19,7 | 19,1 | 16,1 | 11,3 | 5,6  | 2,3  | 10,5  |
| Mittlere maximale Temperaturen °C                                   | 4,2  | 7    | 10,8 | 14,7 | 18,7 | 22,4 | 25,3 | 24,5 | 21,3 | 15,5 | 8,6  | 4,8  | 14,8  |
| Mittlere monatliche Niederschlagsmenge (mm)                         | 49,2 | 52,5 | 52,8 | 52,2 | 86,3 | 62,4 | 51   | 65,4 | 66,6 | 57,6 | 64,2 | 62   | 732,2 |
| Quelle: Archives climatologiques mensuelles – für Dijon (1961–1990) |      |      |      |      |      |      |      |      |      |      |      |      |       |

Im Jahr 2007 galt:
| Monat                                                             | Jan | Feb | Mär | Apr  | Mai  | Jun  | Jul  | Aug  | Sep  | Okt  | Nov | Dez | Jahr |
| ----------------------------------------------------------------- | --- | --- | --- | ---- | ---- | ---- | ---- | ---- | ---- | ---- | --- | --- | ---- |
| Mittlere Temperaturen °C                                          | 5,3 | 6,4 | 6,9 | 14,7 | 15,6 | 18,5 | 18,7 | 18,2 | 14,4 | 10,7 | 5,3 | 1,6 | 11,3 |
| Quelle: Mittlere Temperaturen am Messpunkt von Dijon im Jahr 2007 |     |     |     |      |      |      |      |      |      |      |     |     |      |

Im Jahr 2008 wurden folgende Daten erhoben:
| Monat                                                             | Jan | Feb | Mär | Apr | Mai  | Jun  | Jul  | Aug  | Sep  | Okt  | Nov | Dez | Jahr |
| ----------------------------------------------------------------- | --- | --- | --- | --- | ---- | ---- | ---- | ---- | ---- | ---- | --- | --- | ---- |
| Mittlere Temperaturen °C                                          | 3,8 | 4,7 | 6,3 | 9,1 | 15,8 | 17,8 | 19,9 | 18,6 | 13,8 | 10,3 | 6,4 | 2,1 | 10,7 |
| Quelle: Mittlere Temperaturen am Messpunkt von Dijon im Jahr 2008 |     |     |     |     |      |      |      |      |      |      |     |     |      |

Da der Weinberg aus einer Fülle von Schenkungen und Zukäufen entstand, waren in der Vergangenheit etliche Gemarkungsnamen innerhalb des Weinbergs bekannt. Beispielhaft seien die climats la Vigne Blanche, les Petits-Vougeots, la Perrière, Les Cras ou Crais, aux Orveaux, aux Echezeaux, les Eschonay, le Quartier-d'Escoiles, du Porchier, le Pertuis-au-Cygne, Musigny-Melot, Devant-la-Maison, à la porte Saint-Martin, le Conroy des Echezeaux, la Combotte, le Quartier de Maire-au-Musigny, le Buchilier, aux Côtes, le Quartier du Rites sowie au Chatrel genannt. Im 19. Jahrhundert waren nur noch die climats Petit et Grand Maupertuis, Maret-Haut et Bas, Planté-l'Abbé, Garenne, Musigny-Chioures, Dix-Journaux, Quatorze-Journaux, Montiottes-Hautes et Basses und Baudes-Saint-Martin bekannt. Später wurde die Notion des Gemarkungsnamens im Clos de Vougeot im Gegensatz zu anderen großen Grand-Cru-Lagen gänzlich aufgegeben.

## Wein

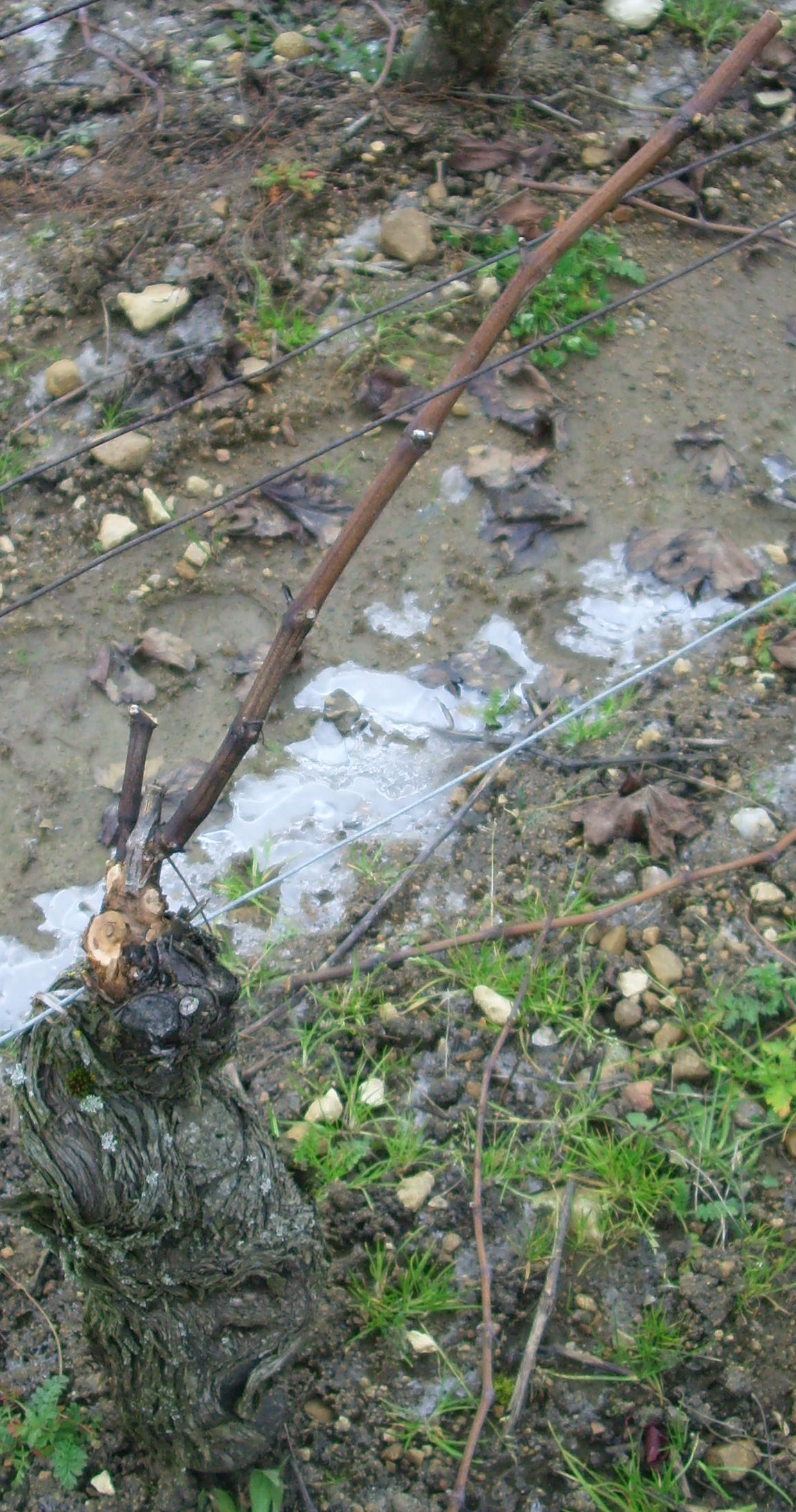
Als Reberziehung wird die in Frankreich méthode Guyot genannte Flachbogenerziehung vorgeschrieben.

Der Wein von Clos de Vougeot wird in der Regel ausschließlich aus Pinot noir erzeugt. Als weitere Rebsorten sind Pinot Liébault und Pinot Beurot zugelassen. Theoretisch dürfen bis zu 15 % weiße Trauben (Chardonnay, Pinot gris und Pinot blanc) verwendet werden. Der natürliche Alkoholgehalt muss mindestens 11,5 Volumenprozent betragen. Die Chaptalisation ist – wie überall in Burgund – erlaubt. Im Falle einer künstlichen Anreicherung durch Trockenzucker ist ein maximaler Alkoholgehalt von 14,5° festgelegt. Der Basisertrag beträgt jährlich 35 Hektoliter je Hektar, dieser darf maximal um 20 % überschritten werden.
Weißweine dürfen nicht unter dem Label eines Grand Cru verkauft werden, sondern gelten als Vougeot Premier Cru. Von diesem Recht wird jedoch aus kommerziellen Gründen nicht Gebrauch gemacht.